# Pā Pūlak
Pā Pūlak (persiska: پا پولک) är en ort i Iran.   Den ligger i provinsen Lorestan, i den västra delen av landet, 300 km sydväst om huvudstaden Teheran. Pā Pūlak ligger 1 497 meter över havet och antalet invånare är 339.
Terrängen runt Pā Pūlak är varierad. Runt Pā Pūlak är det tätbefolkat, med 257 invånare per kvadratkilometer. Närmaste större samhälle är Borujerd, 16,0 km norr om Pā Pūlak. Trakten runt Pā Pūlak består till största delen av jordbruksmark.